# Ekaterina Kramarenko
Ekaterina Aleksandrovna Kramarenko (in russo Екатерина Александровна Крамаренко?; Leningrado, 22 aprile 1991) è un'ex ginnasta russa, membro della Nazionale di ginnastica artistica femminile.